# Saison 2020 de l'équipe cycliste Ineos Grenadiers
La saison 2020 de l'Équipe cycliste Ineos Grenadiers (Ineos jusqu'au 28 août 2020) est la onzième de cette équipe. 

## Coureurs et encadrement technique

### Arrivées et départs
| Coureur          | Provenance                          | Durée contrat |
| ---------------- | ----------------------------------- | ------------- |
| Andrey Amador    | Movistar                            | 2020-2022     |
| Richard Carapaz  | Movistar                            | 2020-2022     |
| Rohan Dennis     | Bahrain–Merida                      | 2020-2021     |
| Ethan Hayter     | Neo-pro                             | 2020-2022     |
| Brandon Rivera   | GW Shimano                          | 2020-2021     |
| Carlos Rodriguez | Neo-pro (Kometa-Xstra Cycling Team) | 2020-2023     |
| Cameron Wurf     | Cannondale (2014)                   | 2020          |

| Coureur              | Nouvelle équipe | Durée contrat |
| -------------------- | --------------- | ------------- |
| David de la Cruz     | UAE Emirates    | 2020-2021     |
| Kenny Elissonde      | Trek-Segafredo  | 2020-2021     |
| Kristoffer Halvorsen | EF Pro Cycling  | 2020          |
| Vasil Kiryienka      | Retraite        |               |
| Wout Poels           | Bahrain-McLaren | 2020-2021     |
| Diego Rosa           | Arkéa-Samsic    | 2020-2021     |

### Effectif de la saison
| Coureur              | Date de Nais.               | Equipe en 2019 | Cont. | V |
| -------------------- | --------------------------- | -------------- | ----- | - |
| Andrey Amador        | 29 août 1986 (34 ans)       | Movistar       | 2022  | 0 |
| Leonardo Basso       | 25 décembre 1993 (27 ans)   | Ineos          | 2020  | 0 |
| Egan Bernal          | 13 janvier 1997 (23 ans)    | Ineos          | 2023  | 2 |
| Richard Carapaz      | 29 mai 1993 (27 ans)        | Movistar       | 2022  | 1 |
| Jonathan Castroviejo | 27 avril 1987 (33 ans)      | Ineos          | 2021  | 0 |
| Rohan Dennis         | 28 mai 1990 (30 ans)        | Bahrain-Merida | 2021  | 0 |
| Owain Doull          | 2 mai 1993 (27 ans)         | Ineos          | 2021  | 1 |
| Eddie Dunbar         | 1er septembre 1996 (24 ans) | Ineos          | 2022  | 0 |
| Chris Froome         | 20 mai 1985 (35 ans)        | Ineos          | 2020  | 0 |
| Filippo Ganna        | 25 juillet 1996 (24 ans)    | Ineos          | 2020  | 7 |
| Tao Geoghegan Hart   | 30 mars 1995 (25 ans)       | Ineos          | 2020  | 3 |
| Michał Gołaś         | 29 avril 1984 (36 ans)      | Ineos          | 2021  | 0 |
| Ethan Hayter         | 18 septembre 1998 (22 ans)  | Neo-pro        | 2022  | 1 |
| Sebastián Henao      | 5 août 1993 (27 ans)        | Ineos          | 2021  | 0 |
| Christian Knees      | 5 mars 1981 (39 ans)        | Ineos          | 2020  | 0 |

| Coureur             | Date de Nais.            | Equipe en 2019 | Cont. | V |
| ------------------- | ------------------------ | -------------- | ----- | - |
| Michał Kwiatkowski  | 2 juin 1990 (30 ans)     | Ineos          | 2020  | 1 |
| Christopher Lawless | 4 novembre 1995 (25 ans) | Ineos          | 2021  | 0 |
| Gianni Moscon       | 20 avril 1994 (26 ans)   | Ineos          | 2020  | 0 |
| Jhonatan Narváez    | 4 mars 1997 (26 ans)     | Ineos          | 2020  | 3 |
| Salvatore Puccio    | 31 août 1989 (31 ans)    | Ineos          | 2021  | 0 |
| Brandon Rivera      | 21 mars 1996 (24 ans)    | GW Shimano     | 2021  | 0 |
| Carlos Rodriguez    | 2 février 2001 (19 ans)  | Neo-pro        | 2023  | 0 |
| Luke Rowe           | 10 mars 1990 (30 ans)    | Ineos          | 2023  | 0 |
| Pavel Sivakov       | 11 juillet 1997 (23 ans) | Ineos          | 2023  | 0 |
| Iván Sosa           | 31 octobre 1997 (23 ans) | Ineos          | 2021  | 1 |
| Ian Stannard        | 25 mai 1987 (33 ans)     | Ineos          | 2020  | 0 |
| Ben Swift           | 5 novembre 1987 (33 ans) | Ineos          | 2021  | 0 |
| Geraint Thomas      | 25 mai 1986 (34 ans)     | Ineos          | 2021  | 0 |
| Dylan van Baarle    | 21 mai 1992 (28 ans)     | Ineos          | 2022  | 0 |
| Cameron Wurf        | 3 août 1983 (37 ans)     | Sans équipe    | 2020  | 0 |

## Bilan de la saison

### Victoires sur la saison
| #       | Date         | Course                                                         | Catégorie            | Vainqueur          | Pays    | Lieu                     |
| ------- | ------------ | -------------------------------------------------------------- | -------------------- | ------------------ | ------- | ------------------------ |
| 1       | 16 février   | 4e étape du Tour de La Provence                                | UCI ProSeries        | Owain Doull        | France  | Aix-en-Provence          |
| 2       | 1er août     | 5e étape du Tour de Burgos                                     | UCI ProSeries        | Iván Sosa          | Espagne | Lagunas de Neila         |
| 3       | 3 août       | 3e étape de la Route d'Occitanie                               | UCI Europe Tour      | Egan Bernal        | France  | Col de Beyrède           |
| 4       | 4 août       | Route d'Occitanie, classement général                          | UCI Europe Tour      | Egan Bernal        | France  |                          |
| 5       | 7 août       | 3e étape du Tour de Pologne                                    | UCI World Tour       | Richard Carapaz    | Pologne | Bielsko-Biała            |
| 6       | 21 août      | Championnats d'Italie du contre-la-montre                      | Championnat national | Filippo Ganna      | Italie  | Bassano del Grappa       |
| 7       | 3 septembre  | 3e étape de la Semaine internationale Coppi et Bartali         | UCI Europe Tour      | Jhonatan Narváez   | Italie  | Riccione                 |
| 8       | 4 septembre  | Semaine internationale Coppi et Bartali, classement du général | UCI Europe Tour      | Jhonatan Narváez   | Italie  |                          |
| 9       | 14 septembre | 8e étape de Tirreno-Adriatico                                  | UCI World Tour       | Filippo Ganna      | Italie  | San Benedetto del Tronto |
| 10      | 17 septembre | 18e étape du Tour de France                                    | UCI World Tour       | Michał Kwiatkowski | France  | La Roche-sur-Foron       |
| 11      | 19 septembre | Tour des Apennins                                              | UCI Europe Tour      | Ethan Hayter       | Italie  | Gênes                    |
| [ N 1 ] | 25 septembre | Championnats du monde du contre-la-montre                      | Championnat du monde | Filippo Ganna      | Italie  | Imola                    |
| 12      | 3 octobre    | 1re étape du Tour d'Italie                                     | UCI World Tour       | Filippo Ganna      | Italie  | Palerme                  |
| 13      | 7 octobre    | 5e étape du Tour d'Italie                                      | UCI World Tour       | Filippo Ganna      | Italie  | Spezzano della Sila      |
| 14      | 15 octobre   | 12e étape du Tour d'Italie                                     | UCI World Tour       | Jhonatan Narváez   | Italie  | Cesenatico               |
| 15      | 17 octobre   | 14e étape du Tour d'Italie                                     | UCI World Tour       | Filippo Ganna      | Italie  | Valdobbiadene            |
| 16      | 18 octobre   | 15e étape du Tour d'Italie                                     | UCI World Tour       | Tao Geoghegan Hart | Italie  | Piancavallo              |
| 17      | 24 octobre   | 20e étape du Tour d'Italie                                     | UCI World Tour       | Tao Geoghegan Hart | Italie  | Sestrières               |
| 18      | 25 octobre   | 21e étape du Tour d'Italie                                     | UCI World Tour       | Filippo Ganna      | Italie  | Milan                    |
| 19      | 25 octobre   | Tour d'Italie, classement général                              | UCI World Tour       | Tao Geoghegan Hart | Italie  |                          |

### Victoires sur les classements annexes
| Date        | Course                                                                | Catégorie       | Vainqueur          | Pays      |
| ----------- | --------------------------------------------------------------------- | --------------- | ------------------ | --------- |
| 26 janvier  | Tour Down Under, classement du meilleur jeune                         | UCI World Tour  | Pavel Sivakov      | Australie |
| 26 janvier  | Tour Down Under, classement par équipes                               | UCI World Tour  | [ N 2 ]            | Australie |
| 23 février  | Tour de l'Algarve, classement par équipes                             | UCI ProSeries   | [ N 3 ]            | Portugal  |
| 4 août      | Route d'Occitanie, classement par points                              | UCI Europe Tour | Egan Bernal        | France    |
| 19 août     | Tour de Wallonie, classement du meilleur grimpeur                     | UCI ProSeries   | Michał Gołaś       | Belgique  |
| 19 août     | Tour de Wallonie, classement du meilleur jeune                        | UCI ProSeries   | Jhonatan Narváez   | Belgique  |
| 4 septembre | Semaine internationale Coppi et Bartali, classement par points        | UCI Europe Tour | Jhonatan Narváez   | Italie    |
| 4 septembre | Semaine internationale Coppi et Bartali, classement du meilleur jeune | UCI Europe Tour | Jhonatan Narváez   | Italie    |
| 25 octobre  | Tour d'Italie, classement du meilleur jeune                           | UCI World Tour  | Tao Geoghegan Hart | Italie    |
| 25 octobre  | Tour d'Italie, classement par équipes                                 | UCI World Tour  | [ N 4 ]            | Italie    |